# Світ Кави
Світ Кави - українська мережа кав'ярень і власний обсмажувальний цех у Львові, які працюють із кавою спешилті. Заснована Маркіяном Бедрієм в 2000 році у Львові.
На сьогоднішній день - це дві кав'ярні і обсмажувальній цех у Львові, та одна кав'ярня в Києві.

## Історія

#### "Світ Кави" на Катедральній
В 2000 році Маркіян Бедрій разом із дружиною Ольгою відкрив маленьку кав'ярню-крамницю "Світ кави", де був представлений асортимент сортів кави із різних країн. Можна було придбати каву, або випити еспресо за одним із 4 столиків.
Через кілька років Маркіян Бедрій купив сусіднє приміщення і розширив кав’ярню. Там уже була невелика кухня із власною випічкою. 

#### "Світ Кави" обсмажка
У червні 2012 року засновано власне виробництво свіжообсмаженої кави у Львові. Маркіян Бедрій починає подорожувати в країни, де вирощують каву: Ефіопія, Кенія, Руанда, Бурунді, Гондурас, Сальвадор, Нікарагуа.. Вибирає лоти спешилті кави, які на пряму везуть у Львів. Багато кав'ярень та ресторанів по Україні почали варити каву, обсмажену Світом Кави. 

#### "Світ Кави" Київ
У червні 2016 року на Подолі в Києві відкрито другу кав'ярню "Світ Кави". Кав'ярня стала популярною серед львів'ян, які живуть в столиці.

#### "Світ Кави" на площі Ринок
В серпні 2016 року відкрито третю кав'ярню "Світ Кави" на площі Ринок у Львові. . 

## Нагороди
За роки роботи кав'ярні отримували велику кількість відзнак і нагород.
"Світ Кави" на катедральній: 
- "Галицький Лицар 2006"  - в квітні 2007 року відзначили компанію окремою нагородою[6].
- "Найкраща кав'ярня року" за версією міського свята "На каву до Львова" (Lviv Coffee Festival) в 2009[джерело?], 2010[7], 2012[8] і 2013[9] роках.
- "Найкраща кав’ярня" за версією національної ресторанної премії Сіль в 2013 році[10].
- Фіналіст національної ресторанної премії Сіль в 2014, 2015, 2017, 2018, 2019 роках[11].

"Світ Кави" на площі Ринок
- «Найкраща кав'ярня року» за версією Lviv Coffee Festival 2019[12].
- Фіналіст національної ресторанної премії Сіль в 2021 році [13].

В листопаді 2020 року за результатами премії "Зерно" від кавового довідника City Coffee Guide, Світ Кави визнали найкращим обсмажувальником року.
Бариста, які працювали в кав’ярнях Світу Кави, перемагали в Чемпіонатах із кавоваріння:
- Наталя Остапюк представляла Україну на World Barista Championship[15] в 2012 [16], 2014 [17] та  2016 [18] роках.

- Юлія Сайчук представляла Україну на Cezve/Ibrik Championship[19] в 2014[17] і 2015[20] роках. Також представляла Україну на World Coffee Roasting Championship 2017[21] та стала однією з п’яти найкращих обсмажувальників світу[22].
- Анна Подоляк представляла Україну на Cezve/Ibrik Championship 2017 та увійшла у фінал [23].
- Тетяна Тарикіна представляла Україну на Cezve/Ibrik Championship 2019 та стала срібним призером [24].